# Joaquín Muñoz Chaves
Joaquín Muñoz Chaves (Bienvenida, 1840-Cáceres, 1923) fue un político y abogado español, diputado a Cortes y senador, además de alcalde de Cáceres.

## Biografía
Nacido el 21 de septiembre de 1840 en la localidad pacense de Bienvenida, era hijo de Juan Francisco Muñoz Bueno y Carmen Chaves y Vargas, ricos propietarios extremeños. Hermano del también político Juan Muñoz Chaves, era igualmente familia de Juan Andrés Bueno. Estudió la segunda enseñanza en Cáceres y en Salamanca la carrera de leyes, que terminó en 1863, ejerciendo desde el siguiente año su profesión en Cáceres, de cuyo Colegio de Abogados era decano desde 1882.
Especializado en lo criminal, fue defensor de Sinforiano Cerezo, participante en los asesinatos que ocasionaron la célebre causa de Berzocana. Defendió también a Hurtado, asesino de una ciega en Badajoz, y asimismo defendió a los procesados por los asesinatos del Puerto de Almaraz, perpetrados en 1866, y a los hermanos Manuel y José Hernández. Publicó una Información en derecho por D. Guillermo Nicolau en el pleito con don Ildefonso Solo de Zaldivar sobre nulidad de la transacción celebrada por ambos y D. Ramón Donoso Cortés (Cáceres, imp. de Jiménez, 1869).
Hijo y descendiente de antiguos progresistas, y educado al lado de su tío Joaquín Muñoz Bueno, desde su juventud figuró en el partido progresista. Tras la revolución de 1868 entró a formar parte del Ayuntamiento de Cáceres, donde ejerció luego el cargo de alcalde. Afiliado al partido fusionista, siguió a Sagasta desde 1874. En las elecciones de 1886 fue elegido diputado a Cortes por el distrito de Coriay en las de 1893 por el  de Alcántara. Entre 1901 y 1902 fue senador por la provincia de Cáceres. Falleció el 22 de diciembre de 1923 en Cáceres y fue enterrado en el cementerio de Nuestra Señora de la Montaña.